# Stephan von Dziembowski-Bomst
Stephan von Dziembowski-Bomst (* 24. Dezember 1828 auf Gut Powodowo bei Wollstein, Landkreis Bomst; † 15. September 1900 in Meseritz, Regierungsbezirk Posen) war Rittergutsbesitzer, Landrat und Mitglied des Deutschen Reichstags.

## Leben
Dziembowski war Rittergutsbesitzer auf Schloss Meseritz, Schlosshauptmann von Posen und Landtagsmarschall der Provinz Posen.
Er war Landrat des Kreises Meseritz und seit 1877 Mitglied und seit 1889 Vorsitzender des Provinzialausschusses für die Provinz Posen.
Von 1877 bis zu seinem Tode 1900 war er Mitglied des Preußischen Abgeordnetenhauses, ab 1894 Mitglied des Deutschen Reichstags für den Wahlkreis  Posen 3 (Meseritz, Bomst) und die Deutsche Reichspartei.